# 1988 v dopravě
Tento článek obsahuje seznam událostí souvisejících s dopravou, které proběhly roku 1988.

## Leden
- 14. ledna

 Do Tanvaldu dorazila lokomotiva 743.002, první stroj z desetikusové série lokomotiv řady 743 určených především pro adhezní provoz na ozubnicové trati Tanvald – Kořenov.

## Březen
- 13. března

 Tunel Seikan, železniční tunel (53,85 km dlouhý) uveden do provozu.

## Květen
- 29. května

 Dokončením elektrizace trati 220 na úseku Benešov –Tábor byl umožněn plynulý elektrický provoz z Prahy do Českých Budějovic. V Benešově vznikl styk železničních napájecích soustav.

## Červen
- 27. června

 Železniční nehoda na Lyonském nádraží v Paříži, při které zahynulo 56 osob.

## Červenec
- 1. července

 V Ústí nad Labem začíná fungovat trolejbusová síť.

## Srpen
- 19. srpna

 Otevřen úsek metra v Petrohradu mezi stanicemi Udělnaja – Prospekt Prosvěščenija (dlouhý celkem 3,7 km) na druhé lince.

## Říjen
- 26. října 1988

 Otevřen úsek metra III.B; tedy stanice Radlická, Jinonice (tedy Švermova) a Nové Butovice (tehdy Dukelská). Otevření se konalo k výročí vzniku Československé republiky. K tomuto dni byla rovněž zprovozněna tramvajová trať Motol – Sídliště Řepy.

## Listopad
- 11. listopadu 1988

 Na dálnici D1 byl otevřen nový úsek Holubice – Tučapy o délce 9 km.

## Prosinec
- 31. prosince 1988

 Otevřen úsek linky Serpuchovsko-Timirjazevskaja ze stanice Čechovskaja do stanice Savjolovskaja. Úsek se nachází pod samotným středem města a dlouhý je 4,2 km.

## Neurčené datum
Škoda Ostrov nad Ohří vyrobila první prototyp ne příliš úspěšného typu trolejbusů Škoda 17Tr.